# شعار وطني (رمز)

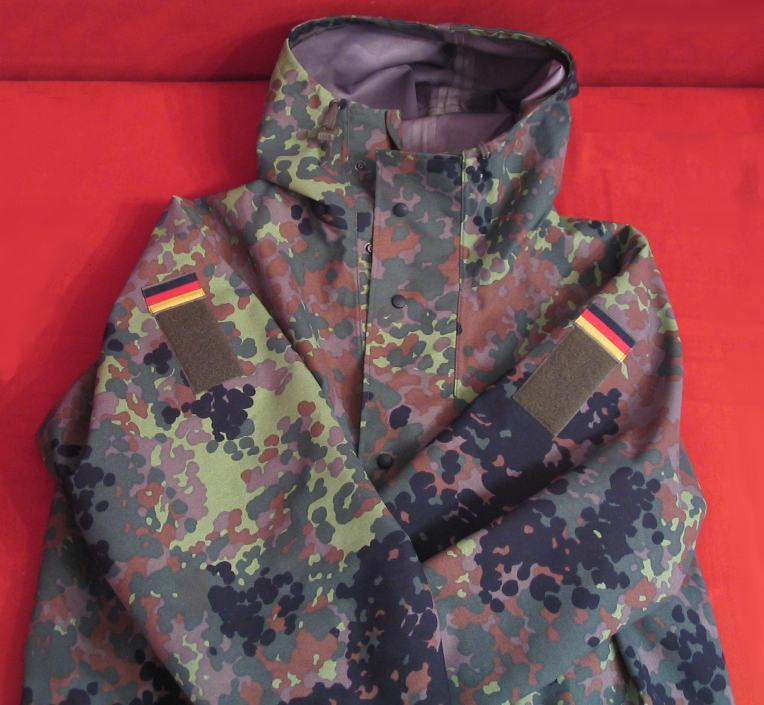

الشعار الوطني هو شعار أو ختم محفوظ يستخدم من قبل الدولة القومية أو دولة متعددة القوميات باعتبار هذا الشهار الدولة. العديد من الدول لديها ختم أو شعار إضافة إلى أن لديها شعار يكون على العلم الوطني وشعار النبالة الوطني. تكون بعض الرموز الوطنية على شكل الطيور والأشجار والزهور، وغيرها، وهذا القائمة تسرد الرموز الوطنية.

## الأمريكيتين
- كندا:ختم كندا العظيم.
- غواتيمالا:شعار غواتيمالا.
- الولايات المتحدة:ختم الولايات المتحدة العظيم.

## أوروبا
- روسيا البيضاء:شعار روسيا البيضاء.
- فرنسا:شعار فرنسا.
- أيرلندا:شعار أيرلندا.
- إيطاليا:شعار إيطاليا.
- مقدونيا:شعار مقدونيا.
- صربيا:شعار صربيا أو صليب صربيا.[1]
- السويد:ثلاثة تيجان.
- تركيا:شعار تركيا.
- يوغوسلافيا:شعار يوغوسلافيا

## أوقيانوسيا
- كاليدونيا الجديدة:شعار كاليدونيا الجديدة.
- بابوا غينيا الجديدة:شعار بابوا غينيا الجديدة.
- توكيلاو:شعار توكلو.